# وفاء إسماعيل بغدادي
وفاء إسماعيل البغدادي (مواليد 1 أكتوبر 1969)، رياضية مصرية متخصصة في رمي الجلة.

## إنجازات
| العام | المنافسة                                 | الساحة    | المركز | ملاحظات |
| 1996  | بطولة أفريقيا لألعاب القوى               | الكاميرون | الثاني |         |
| 2000  | بطولة أفريقيا لألعاب القوى               | الجزائر   | الثاني |         |
| ----- | ---------------------------------------- | --------- | ------ | ------- |
| 2002  | بطولة أفريقيا لألعاب القوى               | تونس      | الثالث |         |
| 2004  | بطولة أفريقيا لألعاب القوى               | الكونغو   | الأول  |         |
| 2004  | ألعاب القوى في دورة الألعاب العربية 2004 | الجزائر   | الثاني |         |
| 2006  | بطولة أفريقيا لألعاب القوى               | موريشيوس  | الثاني |         |
| 2007  | ألعاب القوى في دورة الألعاب العربية 2007 | القاهرة   | الأول  |         |

## أرقام قياسية
| اللعبة    | المسافة   | الساحة   | التاريخ              |
| --------- | --------- | -------- | -------------------- |
| رمي الجلة | 15.48 متر | موريشيوس | 13 من أغسطس عام 2006 |

## وصلات خارجية
- وفاء إسماعيل بغدادي على موقع الاتحاد الدولي لألعاب القوى (الإنجليزية)